# Mark Hartley
Mark Hartley és un cineasta australià. És més conegut pel documental Not Quite Hollywood: The Wild, Untold Story of Ozploitation! (2008) i el remake de Patrick (2013). També va escriure i dirigir la pel·lícula documental Electric Boogaloo: The Wild, Untold Story of Cannon Films.

## Filmografia selecta
- A Dream Within a Dream: The Making of 'Picnic at Hanging Rock' (2004) (documentary)[4]
- Not Quite Hollywood: The Wild, Untold Story of Ozploitation! (2008) (documental)[5]
- Machete Maidens Unleashed! (2010) (documental)
- Patrick (2013)
- Electric Boogaloo: The Wild, Untold Story of Cannon Films (2014) (documental)
- Girl at the Window (2022)

## Premis i nominacions

### Premis ARIA Music
Els ARIA Music Awards són una cerimònia anual de lliurament de premis que reconeix l'excel·lència, la innovació i els assoliments en tots els gèneres de la música australiana. Van començar l'any 1987.
| 1997 | Mark Hartley per "Good Mornin'" de You Am I               | Millor Vídeo | Nominat   | [ 6 ] |
| 1998 | Mark Hartley per "Takin' All Day" de The Cruel Sea        | Millor Vídeo | Nominat   | [ 6 ] |
| 2000 | Mark Hartley per "Who the Hell Are You" de Madison Avenue | Millor Vídeo | Guanyador | [ 6 ] |
| 2000 | Mark Hartley per "Don't Call Me Baby" de Madison Avenue   | Millor Vídeo | Nominat   | [ 6 ] |
| 2000 | Mark Hartley per "Poison" de Bardot                       | Millor Vídeo | Nominat   | [ 6 ] |
| 2001 | Mark Hartley per "He Don't Love You" de Human Nature      | Millor Vídeo | Nominat   | [ 6 ] |
| 2001 | Mark Hartley per "Chances Are" de Invertigo               | Millor Vídeo | Nominat   | [ 6 ] |